# Elezioni presidenziali in Francia del 1958
Le elezioni presidenziali in Francia del 1958 si tennero il 21 dicembre; Charles de Gaulle fu eletto Presidente della Repubblica al primo turno.

## Modalità
Le elezioni presidenziali del 1958 furono le prime elezioni del Presidente della Repubblica francese della Quinta Repubblica francese.
Esse furono anche le uniche a non essere effettuate al suffragio universale diretto.
Conformemente al testo iniziale della Costituzione francese del 1958, il Presidente della Repubblica fu eletto con un suffragio indiretto da un collegio elettorale di più di 80.000 grandi elettori, composto da parlamentari, consiglieri generali e rappresentanti dei consigli municipali.
De Gaulle, avendo ottenuto la maggioranza assoluta dei voti già al primo turno, fu proclamato Presidente dal primo turno, e non si dovette ricorrere al ballottaggio.
Dalle elezioni successive, a seguito del Referendum sull'elezione a suffragio universale del presidente della Repubblica francese del 1962, il Presidente della Repubblica sarà eletto al suffragio universale diretto.
Prima delle elezioni presidenziali del 1965, le elezioni presidenziali del 1848 si tennero al suffragio universale diretto.

## Risultati
|                 | Charles de Gaulle | Unione per la Nuova Repubblica  | 62 394 | 78,51 |  |  |  |  |
|                 | Georges Marrane   | Partito Comunista Francese      | 10 355 | 13,03 |  |  |  |  |
|                 | Albert Châtelet   | Unione delle Forze Democratiche | 6 721  | 8,46  |  |  |  |  |
| Totale          | Totale            | Totale                          | 79 470 | 100   |  |  |  |  |
|                 |                   |                                 |        |       |  |  |  |  |
| Voti non validi | Voti non validi   | Voti non validi                 | 1 820  | 2,24  |  |  |  |  |
| Votanti         | Votanti           | Votanti                         | 81 290 | 99,42 |  |  |  |  |
| Elettori        | Elettori          | Elettori                        | 81 764 |       |  |  |  |  |